# Donje Goračiće
Donje Goračiće (Servisch cyrillisch Доње Горачиће) is een plaats in de Servische gemeente Sjenica. De plaats telt 57 inwoners (2002).